# Lamino deska
Lamino, lamino deska, laminovaná dřevotřísková deska (LDTD, DTDL) či laminovaná třísková deska (LTD) je dřevotřísková deska polepená dekoračním laminovacím papírem zalitým melaminovou pryskyřicí. Lamino patří mezi nejlevnější a nejpoužívanější materiály v nábytkářství.

## Historie
Historie LTD desek sahá do poválečné doby (50. léta 20. století), kdy byla naléhavá potřeba okamžitě řešit vysokou poptávku po startovacím nábytku pro mladé rodiny ve válkou zbídačené Evropě. S postupným rozvojem papírenské technologie v 70. a 80. letech 20. století se rozšiřovala nabídka dekorů desek, které si upevňovaly svou pozici základního materiálu pro levný nábytek.

## Dekorační laminovací papír
Papír má tloušťku cca 0,08 až 0,2 mm dle jednotlivých výrobců. Tloušťky ani mechanické vlastnosti dekoračního papíru nejsou svázány normami EN.

## Rozměry desek
Lamino desky se vyrábí v mnoha tloušťkách pro nejběžnější aplikace následné výroby: 10, 18, 19, 25 mm ad.

## Použití desek
Lamino desky se používají k výrobě korpusů skříňového nábytku, dočasného nábytku s krátkou životností, levného hotelového nábytku, pro výstavnictví, reklamní prezentace, divadelní kulisy, vodorovné plochy s minimální zátěží apod.[zdroj?]